# Alte Heilig-Geist-Kirche (Pullach im Isartal)

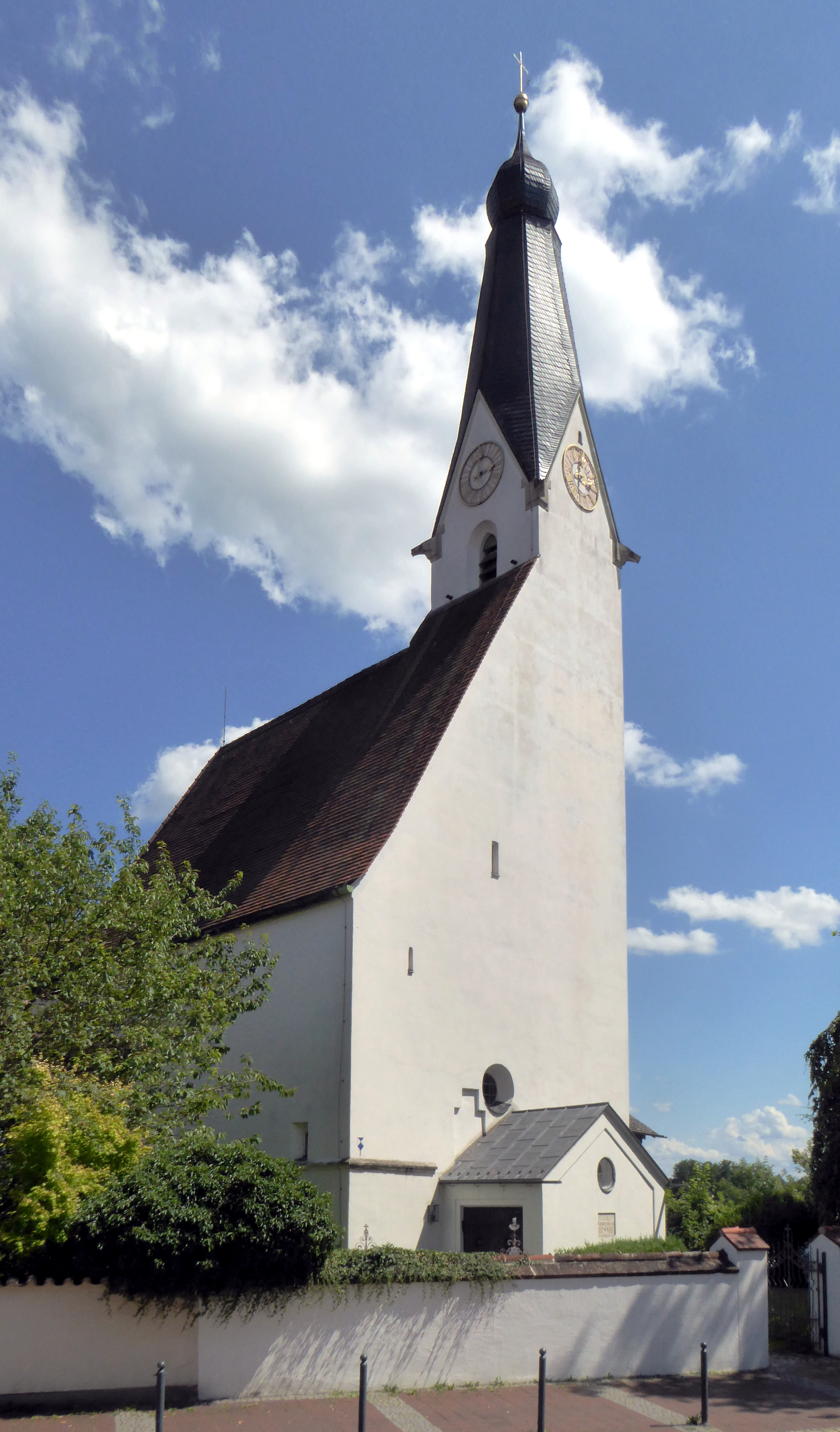
Pullach im Isartal, Alte Heilig-Geist-Kirche, Ansicht von Nordwesten

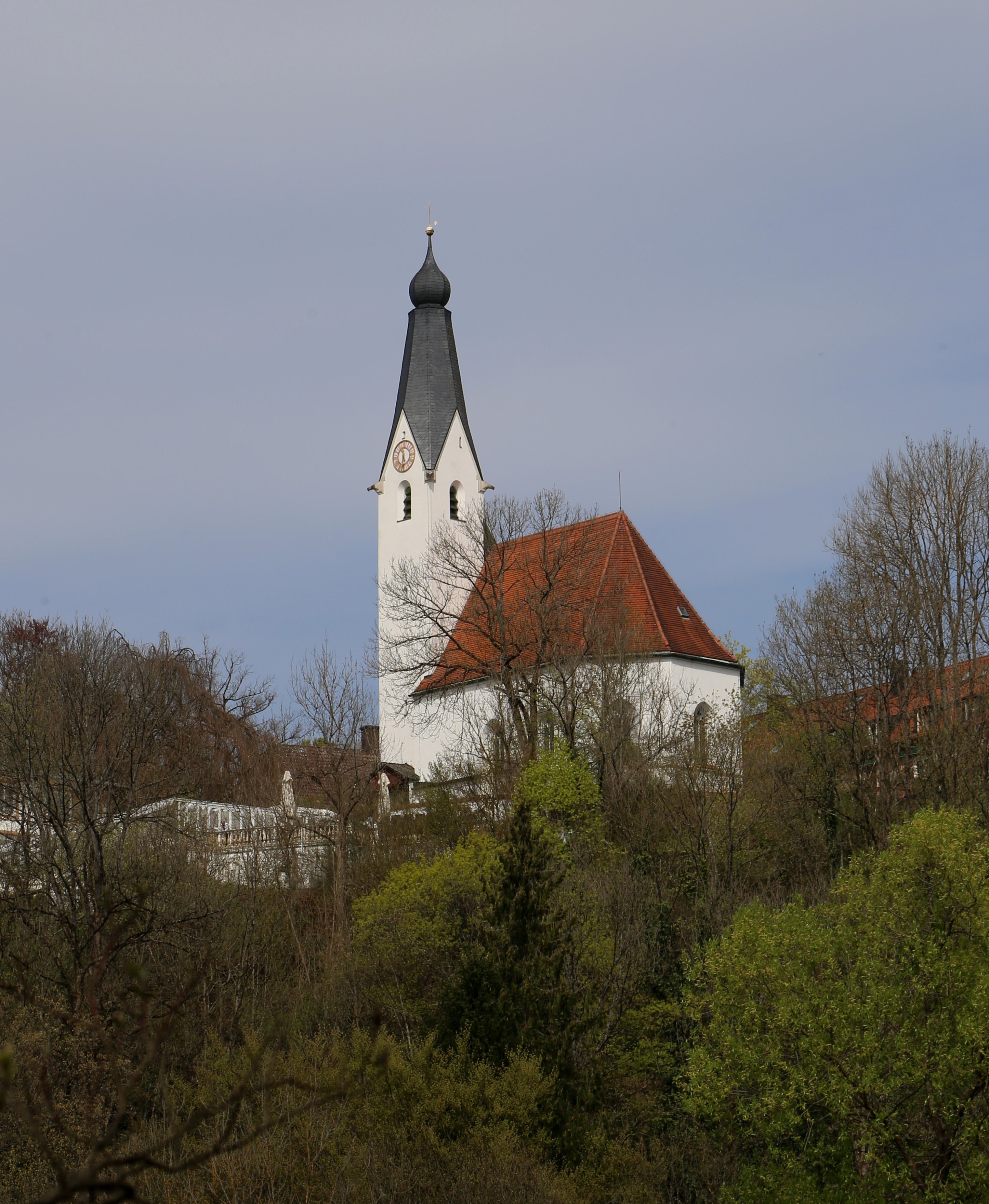
Ansicht von Südosten

Altarraum unter Sterngewölbe

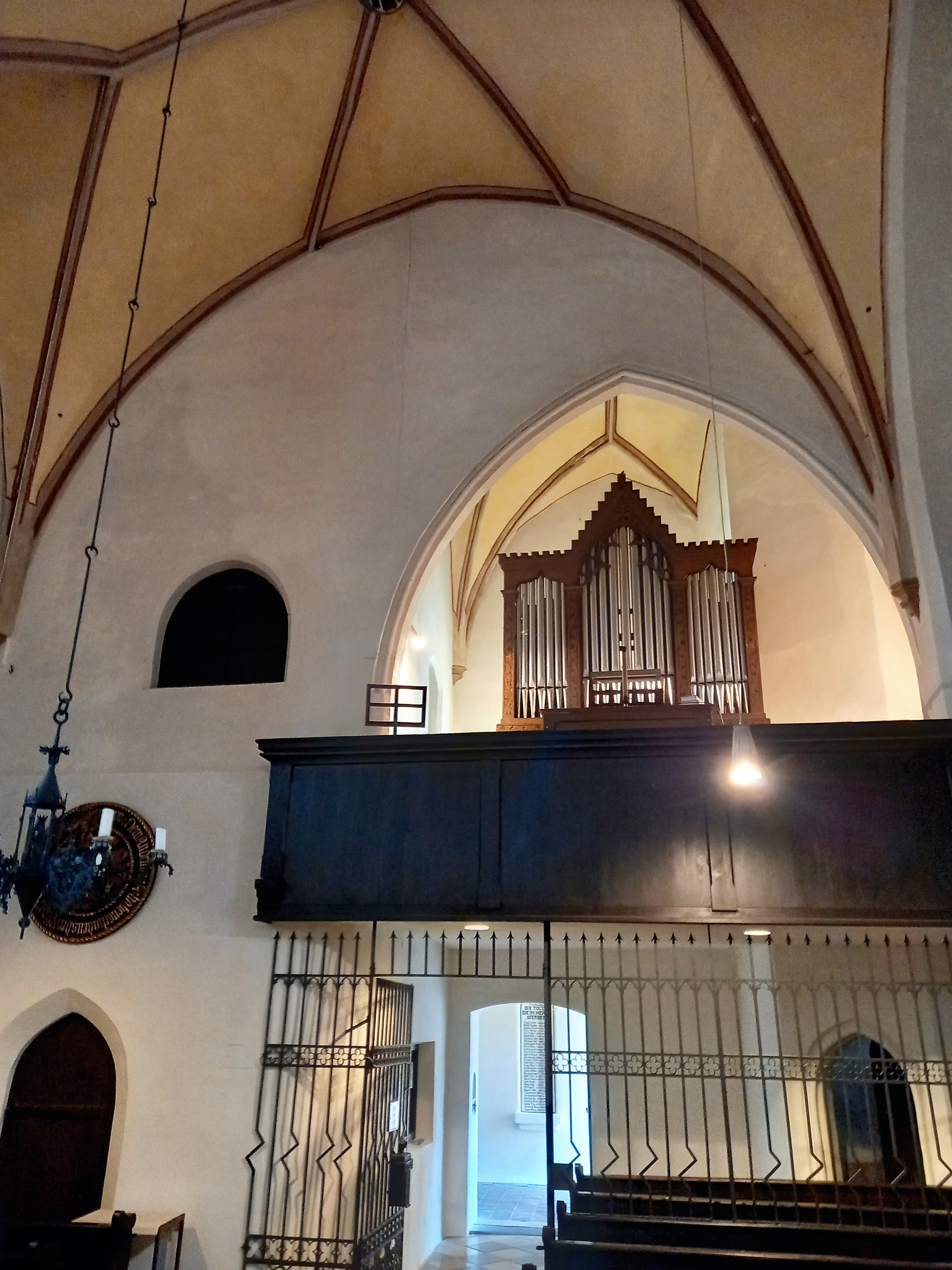
Blick zur Maerz-Orgel von 1902

Die Alte Heilig-Geist-Kirche am Kirchplatz 3 in Pullach im Isartal ist die frühere katholische Pfarrkirche des Ortes. Sie stammt aus dem ausgehenden 15. Jahrhundert und ist im Stil der Spätgotik errichtet. Ihr unkonventioneller Turm mit barocker Zwiebelhaube gilt als Wahrzeichen von Pullach. Die Kirche ist dem Heiligen Geist geweiht, ihr Patrozinium bzw. Titularfest ist Pfingsten. Das Bauwerk ist als Baudenkmal in die Bayerische Denkmalliste eingetragen.

## Lage
Die Kirche befindet sich hoch über dem Isartal am westlichen Steilufer des Flusses, in monte ad Isaram, qui tamen totus planus apparet, so Philipp Apians lateinische Topographie von Ort und Kirche Puelachs im 16. Jahrhundert. Umgeben von einem kleinen aufgelassenen Friedhof mit schmiedeeisernen Grab- und Gedenkkreuzen ist sie Teil des historischen Ortskerns. Von der Friedhofsmauer schweift der Blick in die Ferne über das Isartal und bei klarem Wetter bis zu den Bergen.

## Architektur

### Äußeres
Der Kirchenbau ist Ende des 15. Jahrhunderts datiert (Dehio). Urkundliche Nachweise fehlen. Das Satteldach über dem rechteckigen Langhaus ist im Osten über dem dreiseitig geschlossenen Chor entsprechend abgewalmt. Eingebunden in die Westfassade und das dahinterliegende Langhausjoch erhebt sich der Turm auf quadratischem Grundriss in der Südwestecke, er endet über vier Dreiecksgiebeln in einem achteckigen Spitzhelm, dem eine barocke Zwiebelhaube mit Kreuz und Weltkugel aufgesetzt ist. An der Südseite des Turms befindet sich eine frühgotische monumentale Kreuzigungsgruppe mit Maria und Johannes. Späteren Datums sind der Sakristei-Anbau an der Südseite und die kleine westliche Vorhalle, deren Satteldach mit einer Holzdecke mit floraler Malerei, umrahmt von einem Gebetsspruch des Niklaus von Flüe, unterfüttert ist.

### Inneres
Betritt man die Kirche durch eines der mit Eisenbändern beschlagenen, doppelflügeligen Holztore (19. Jahrhundert) der Vorhalle und den schlichten Eingang, befindet man sich zunächst unter der Orgelempore, die nördlich des Turms ihren Platz hat, und gelangt von dort durch ein schmiedeeisernes Gitter in den Innenraum. Der tiefe Altarraum im Fünfachtelschluss ist genauso breit wie das Langhaus. Licht erhält die Heilig Geist Kirche durch sieben Spitzbogenfenster mit einfachem Maßwerk. Über Altar- und Gemeinderaum spannen sich tief ansetzende Sterngewölbe, die durch Gurtbögen in drei Joche gegliedert sind. Die farbig gefassten Gewölberippen wachsen zwischen den Fenstern aus Strebepfeilern und Kragsteinen. An den Schlusssteinen am Scheitelpunkt der Rippen befinden sich bemalte Reliefs, ein weiteres in der Gewölbezone rechts oberhalb des Altars. Sie lassen eine Darstellung des Gnadenstuhls erkennen, daneben drei Wappenbilder, den Wappenschild Bayern-München, das Wappen der Pötschner, einer wohlhabenden Münchner Patrizierfamilie, mit einem Salzfass auf einem Dreiberg und das Münchner Stadtwappen mit dem sogenannten Münchner Kindl, authentisch als Mönch, das dem von Erasmus Grasser 1477 für das Gewölbe des Alten Münchner Rathauses geschnitzten Wappen (heute im Münchner Stadtmuseum) ähnlich ist.

## Wappen
Die bemalten Wappenbilder sind mehr als ein dekoratives Element. Das Wappen mit den weiß-blauen Rauten und gekrönten Löwen im Geviert, das auch am Torturm in Schloss Blutenburg (Albrecht III.) und am Torhaus der Grünwalder Burg (Albrecht IV.) zu sehen ist, repräsentiert die Herzöge von Bayern-München und Pfalzgrafen bei Rhein. Herzog Sigismund könnte der Stifter der Schenkung an Heilig Geist Pullach sein, die 1472 mit einem „fürstlichen Bewilligungsbrief“ veranlasst worden war. Nachdem Herzog Sigismund 1467 abgedankt und seinem jüngeren Bruder Albrecht IV. die Regierungsgeschäfte überlassen hatte, widmete er sich vornehmlich der Pflege der bildenden Künste und der Förderung von Kirchen und Klöstern. Architektonische Anklänge von Heilig Geist an die Kirchen in Pipping und Schloss Blutenburg, die Herzog Sigismund im gleichen Zeitraum bauen und von den Künstlern Jan Polack und Erasmus Grasser und Werkstatt ausstatten ließ, legen nahe, dass er auch bei Bau und Ausstattung der Kirche in Pullach beratend mitgewirkt haben könnte. Es kommt hinzu, dass die Wittelsbacher in Pullach Grundherren waren und dass seit 1488 die Kontrolle über das Kirchenvermögen in Händen des wittelsbachischen Landesherrn lag. In den Kreis der Stifter gehört auch Balthasar Pötschner. Sein redendes Wappen im Gewölbe weist ihn der Linie der Pötschner mit der Pütsche zu, die durch Salzhandel zu Wohlstand und Ansehen gekommen waren. Als Angehörigen des Münchner Stadtpatriziats waren für ihn Schenkungen für in- und auswärtige Kirchen eine seinem Stand geschuldete Verpflichtung. In seinem Ausgabenbuch für das Jahr 1469 ist vermerkt „Item ain glas zum heiligen Geist Pulach auf der grechten handt bey dem fronaltar und ein schilt darob im gwelb, kost vier gulden rh., anno 1469“. Die verwandtschaftliche Verbindung seiner Familie mit den Barth, Ridler, Schrenk, Schluder, Namen von Münchner Patriziern, die auch in Pullach als Grundbesitzer bzw. Zehentempfänger auftauchen, lässt annehmen, dass sich auch dieser Personenkreis an Bau und Ausstattung der Kirche beteiligt hat, während die bäuerlich geprägte Gemeinde von etwa 250 Einwohnern den Bau ihrer Kirche mit Pachtabgaben in Naturalien und Geld und Hand- und Spanndiensten für die Grundherren indirekt unterstützte. Das Münchner Wappen steht für die Stadt, die wiederum vom Rat der Stadt München repräsentiert wurde. Er war für eine Aufgabe im Rahmen des Benefiziums für Pullach vorgesehen, das 1472 von dem Geistlichen Lienhart (Winhart) Sewer, Pötschnerbenefiziat am St. Anna Altar in der Peterskirche in St. München, eingerichtet worden war. Sewer, der sich das Präsentationsrecht seines Benefiziums ausbedungen hatte, hatte verfügt, dass der Rat der Stadt München nach seinem Tod als Rechtsnachfolger dieses Recht ausüben sollte.

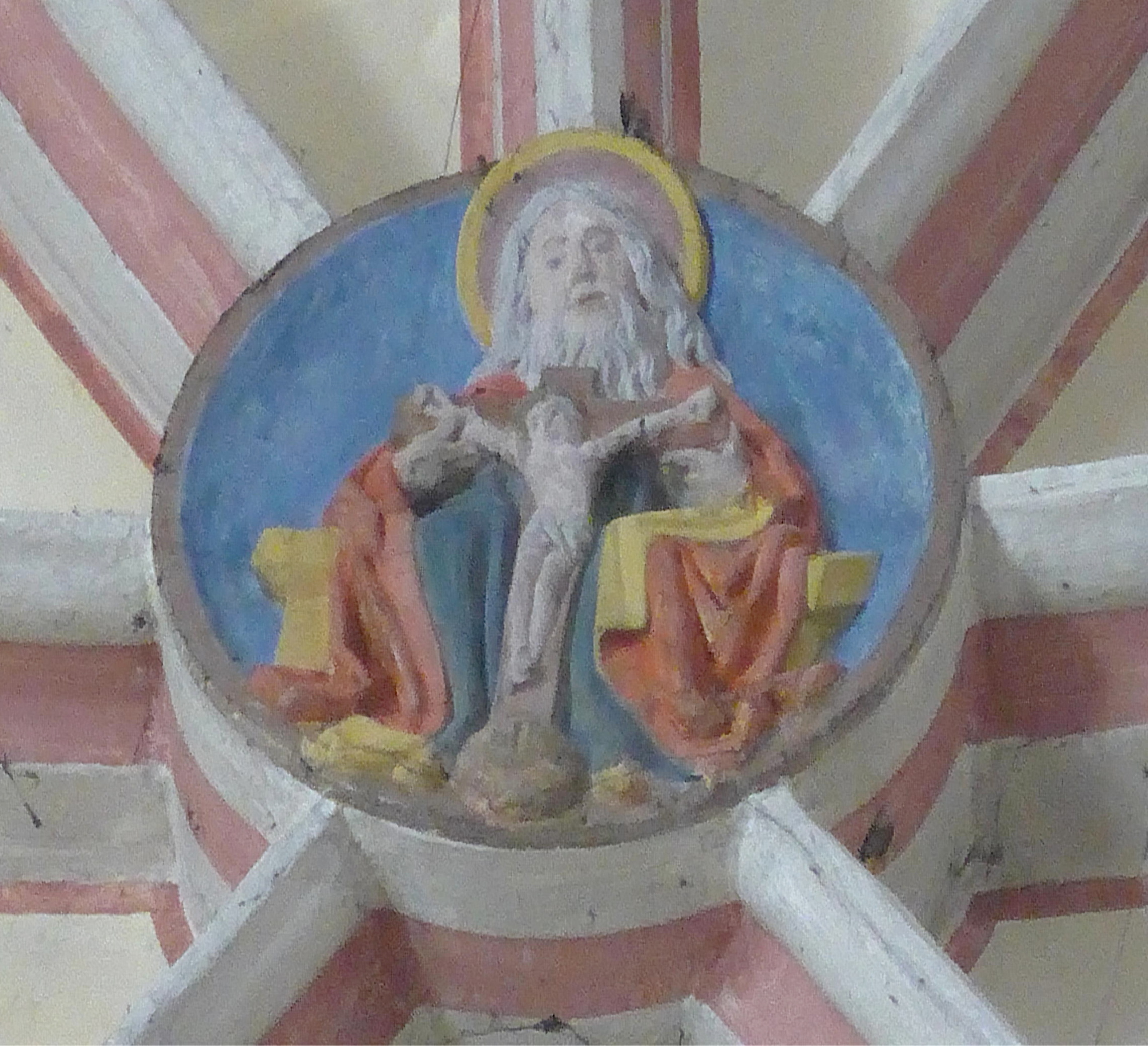
Gnadenstuhl
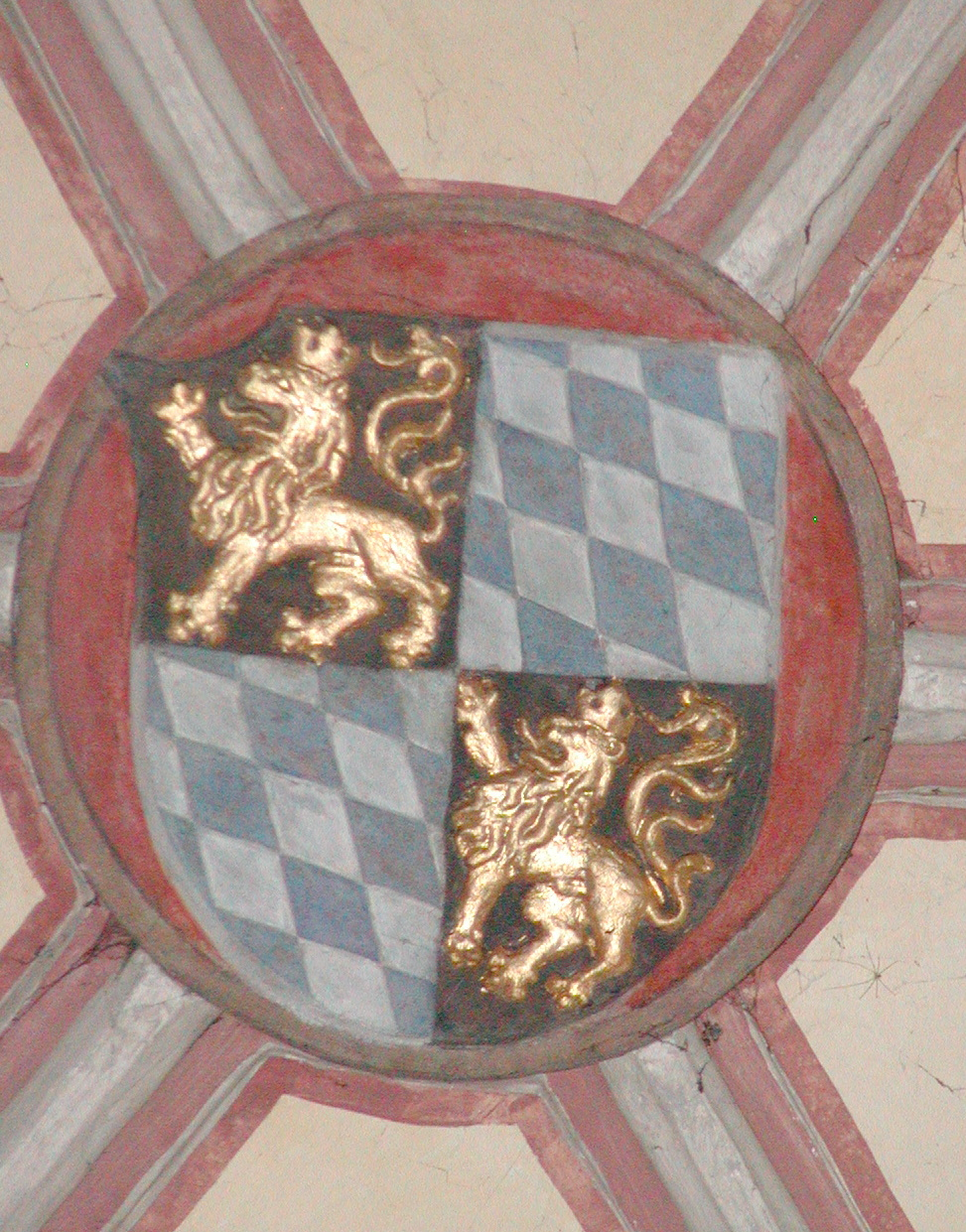
Wittelsbacher Wappen
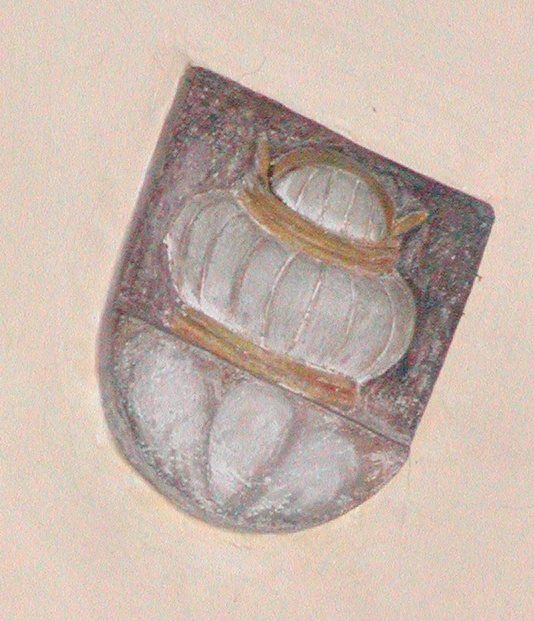
Pötschner-Wappen
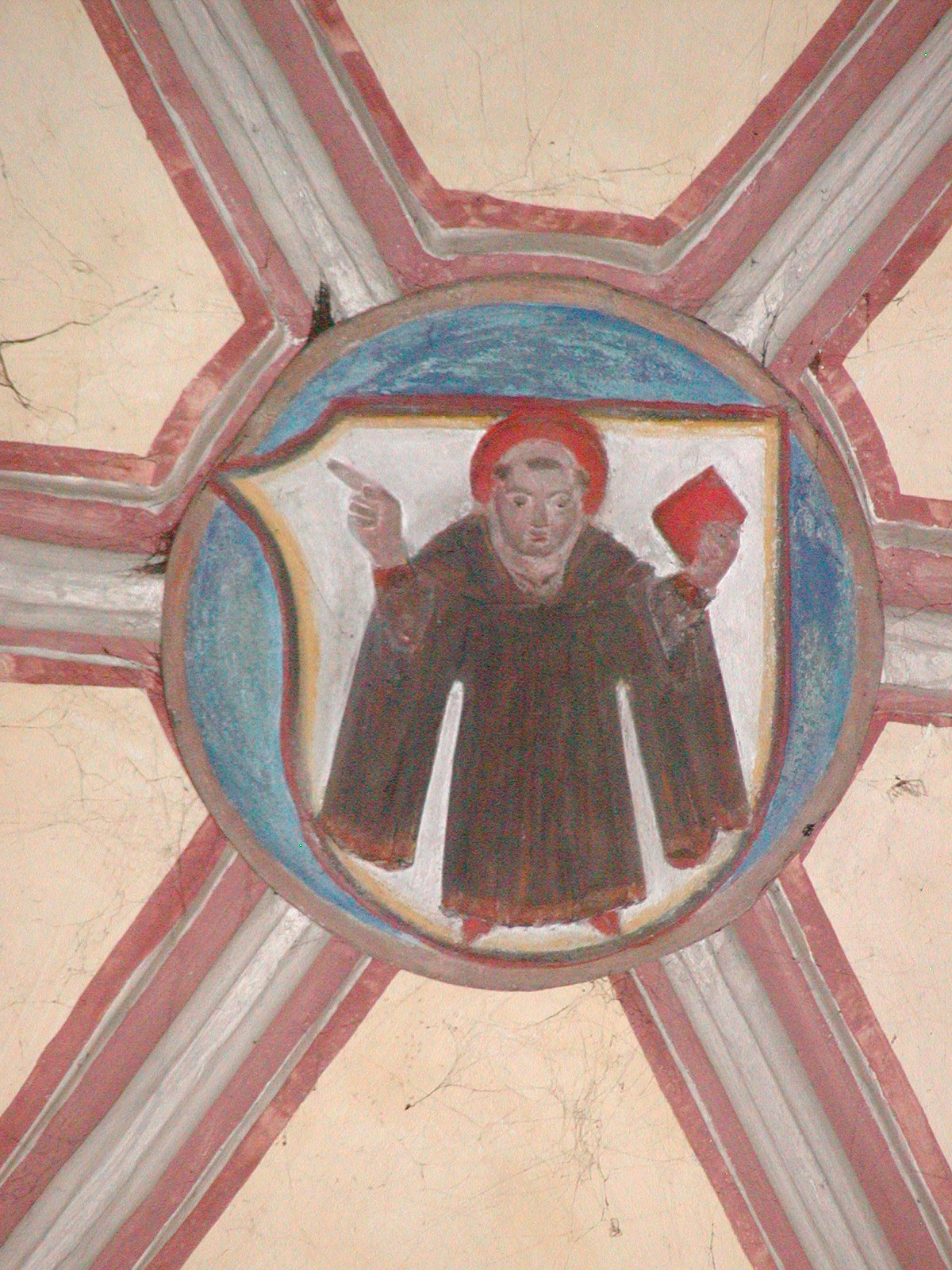
Münchner Stadtwappen

## Ausstattung (Auswahl)

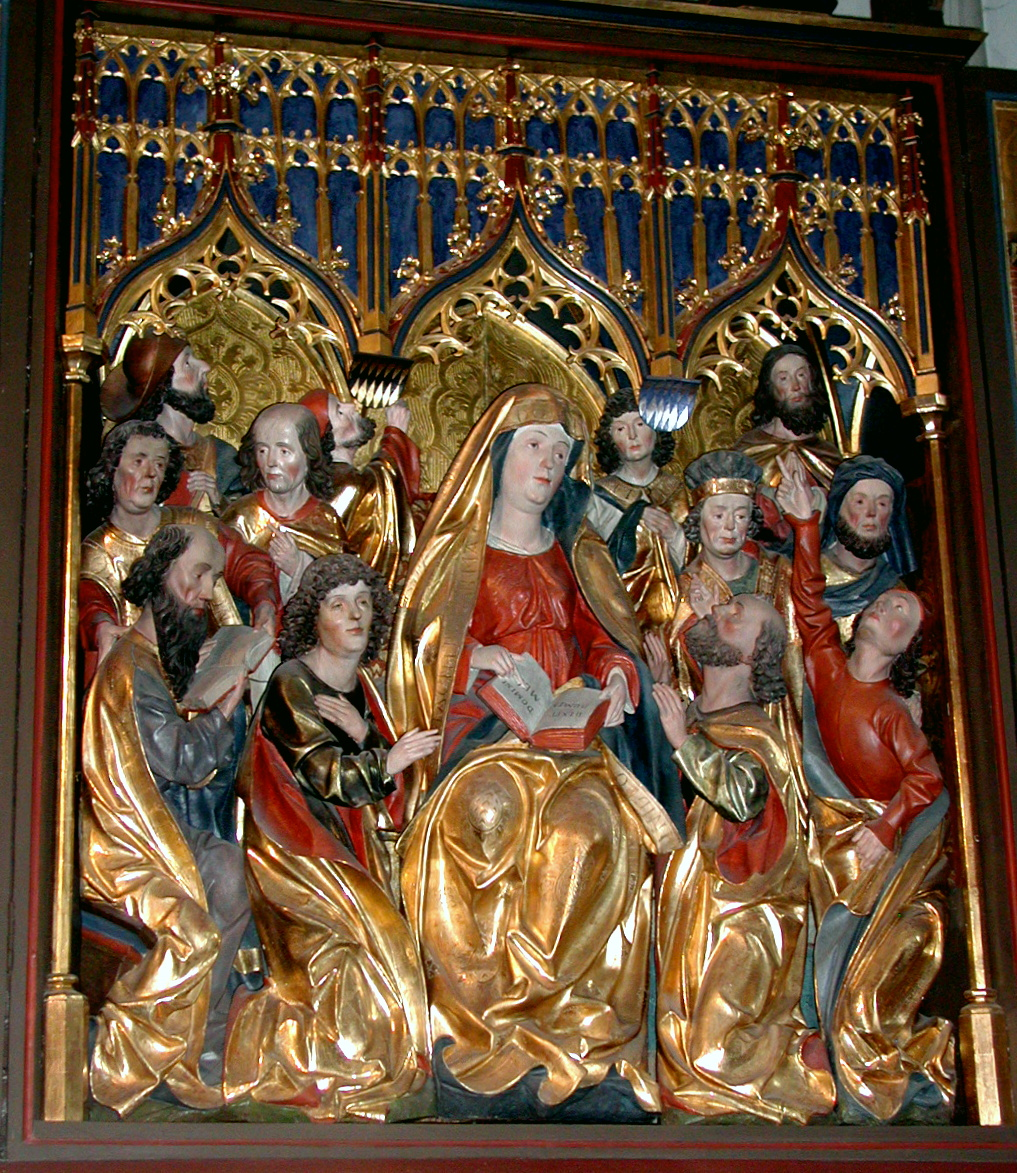
Pfingsten

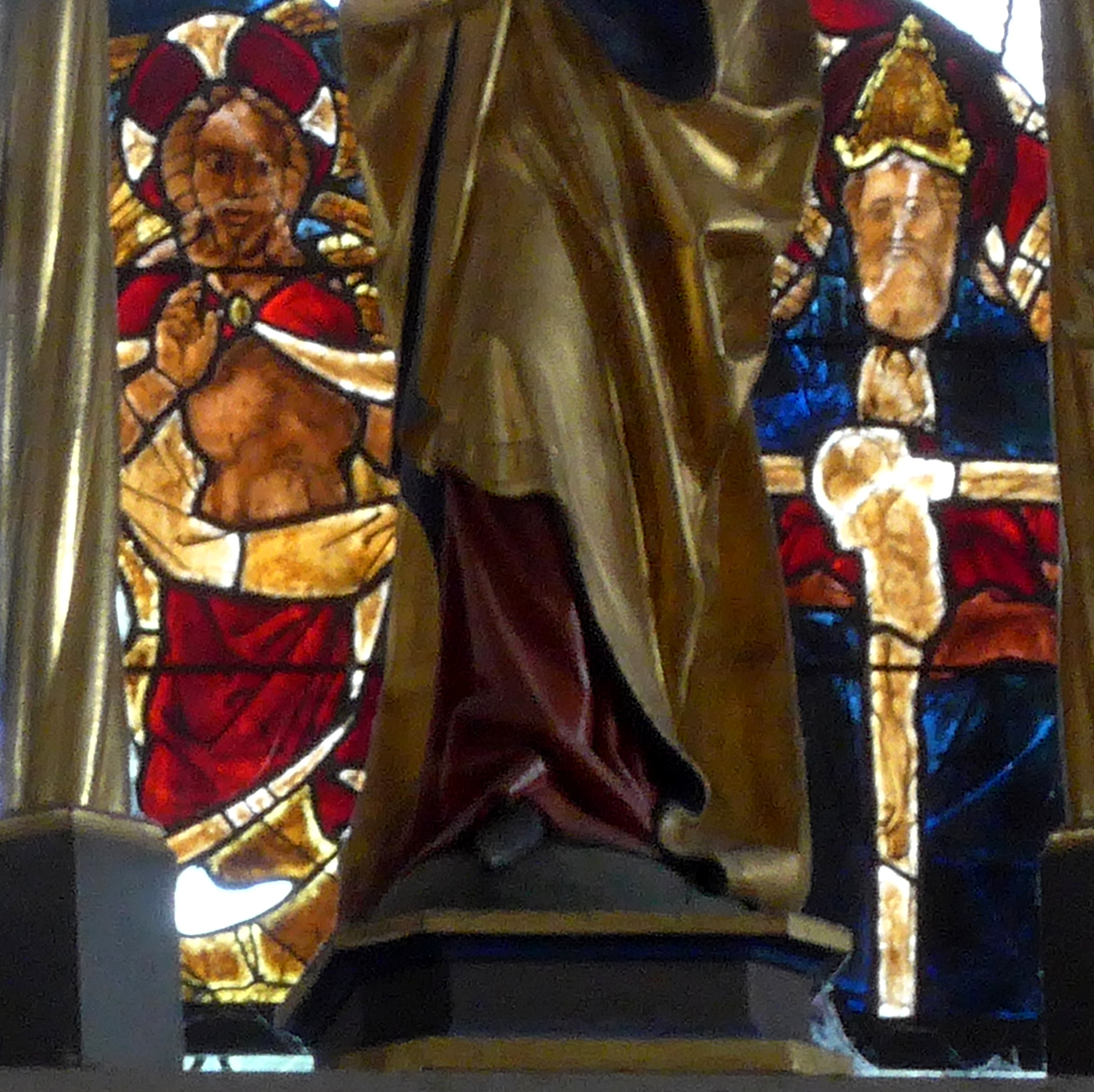
Spätgotisches Glasfenster

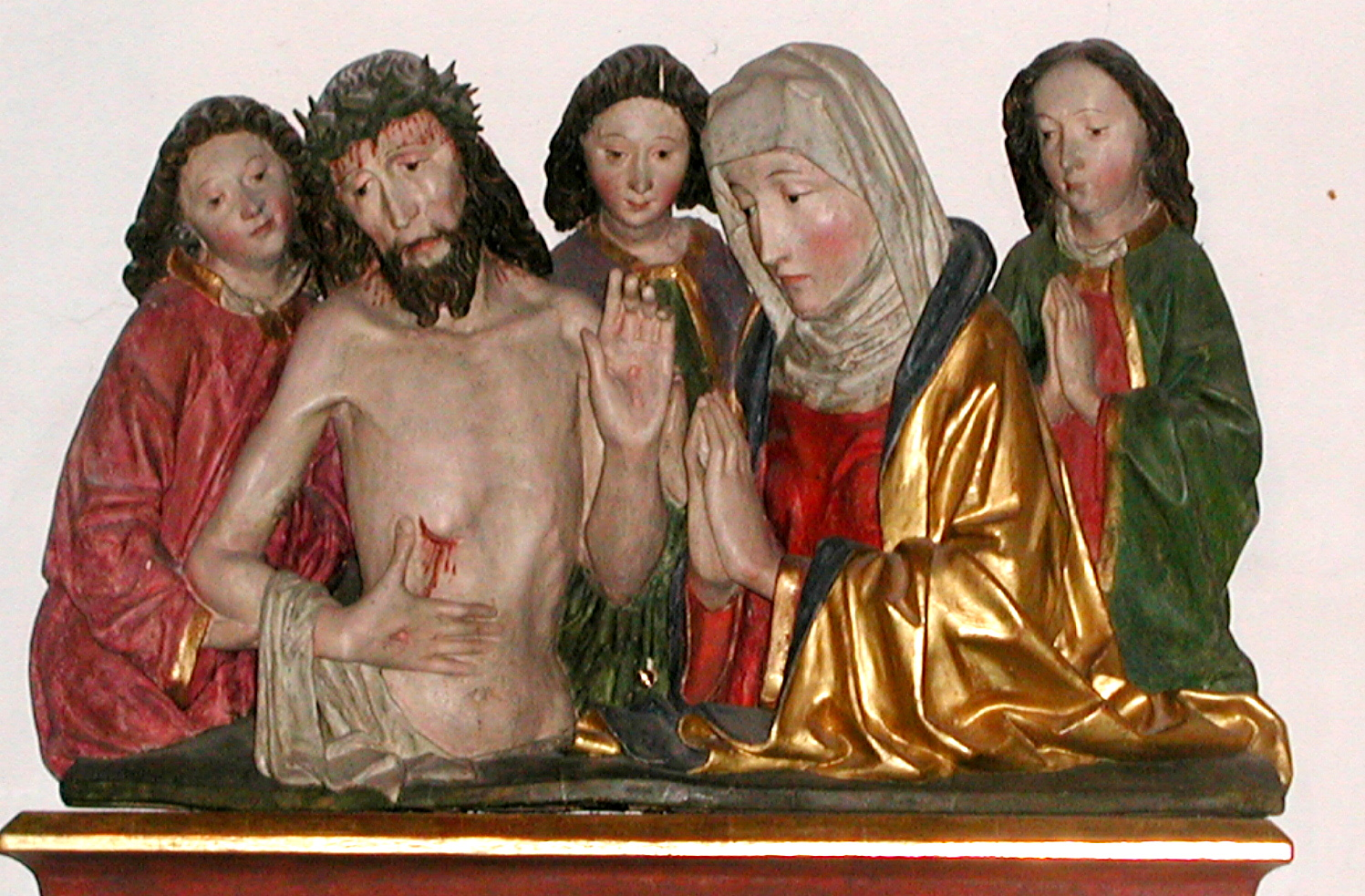
Erbärmde-Heiland

- Pfingstdarstellung mit Maria inmitten der Apostel (NT Apostelgeschichte 1,14; 2,1-4) als erster Christengemeinde 50 Tage nach Ostern.[16] Das bemalte Schnitzwerk im Schrein des Hauptaltars (um 1480) wird Erasmus Grasser oder seinem Umfeld zu geschrieben, nach neuesten Studien Jörg Schnitzer, dem sogenannten zweiten Mitarbeiter des Erasmus Grasser (um 1450–1518)[17].
- Das Schweißtuchbild Christi getragen von zwei Engeln. Das Tafelbild mit dem seit dem 12. Jahrhundert verwendeten außerbiblischen Bildtypus des Schweißtuchs der Veronika befindet sich in der Predella unterhalb der Pfingstdarstellung (um 1500).
- Gnadenstuhl und der Auferstehungschristus im Scheitelfenster hinter dem Hauptaltar[18]. Die Datierung um 1470 lässt in Betracht ziehen, dass das Glasgemälde mit Pötschners Eintrag für 1469 in seinem Ausgabenbuch in Verbindung stehen kann. Es ist vom Gesprenge des Hauptaltars nahezu verdeckt.
- Der Auferstehungs-Christus sowohl rechts als auch links im Altarraum aus den Anfängen des 16. Jahrhunderts. In der linken bemalten Holzskulptur steht Christus aufrecht mit Siegesfahne, von Wundmalen gezeichnet, die Hand im Segensgestus erhoben; in der  rechten Plastikgruppe erscheint Christus als Halbfigur zusammen mit Maria und drei Engeln[19], dornenbekrönt als Mann der Schmerzen (Jes. 53,3), der auf seine Seitenwunde weist. Im Volksmund trägt diese Darstellung des verwundeten Heilers den Namen Erbärmde-Heiland.
- Das Martyrium der Heiligen Stephanus (NT, Apostelgeschichte 7,54-60) und Veit (Vitus) an der Südwand des Langhauses in einer Art Simultandarstellung in mehreren Szenen.  Die Tafelbilder, deren eine die Jahreszahl 1489 trägt, entstammen der Werkstatt Jan Polacks. Ursprünglich gehörten sie vermutlich zu den Seitenaltären, die den Nebenpatronen der Kirche, Stephanus und Veit (Vitus), geweiht waren[20]
- Bemalte Holzplastik Christi mit Wundmalen als Salvator mundi,  Retter der Welt, in Himation und Tunika, mit segnender Rechten, in der Linken die kreuzbekrönte Weltkugel am rechten Seitenaltar (um 1430), am linken Seitenaltar im Gesprenge die Figuren der Heiligen Veit mit einem Gefäß mit Feuerflamme und Stephanus mit Steinen, im Schrein eine bemalte Skulpturengruppe Mariä Krönung mit Gottvater und Gott Sohn und in der Predella eine Beweinung Christi, in der Mitte Christus, am Boden liegend, sein Oberkörper angelehnt an die Mutter, die mit ihren Armen Kopf und Arm ihres toten Sohnes stützt, trauernd daneben Johannes und Maria Magdalena mit Salbgefäss (alle um 1500).
- Mächtiges Kruzifix mit Mater Dolorosa davor an der Nordwand des Langhauses (16. Jahrhundert).
- Im Dreißigjährigen Krieg blieb die Kirche Heilig Geist im Gegensatz zu den bäuerlichen Anwesen verschont.
- Als im 17. und 18. Jahrhundert Reparaturen[21] anfielen, kamen barocke Neuerungen, vom Stil der Zeit beeinflusst, in Gang. Maria mit Krone und Szepter und segnendem Kind im Bildtypus der Muttergottes auf der Mariensäule am Marienplatz in München an der Südwand des Langhauses dürfte wohl ein Relikt der barocken Ausstattung der Kirche sein.
- Im Rahmen der Regotisierung der Kirche Ende des 19. Jahrhunderts wurden Schrein und Gesprenge des Hauptaltars und der Seitenaltäre im Stil der Neugotik erneuert, ebenso fast alle Glasfenster.

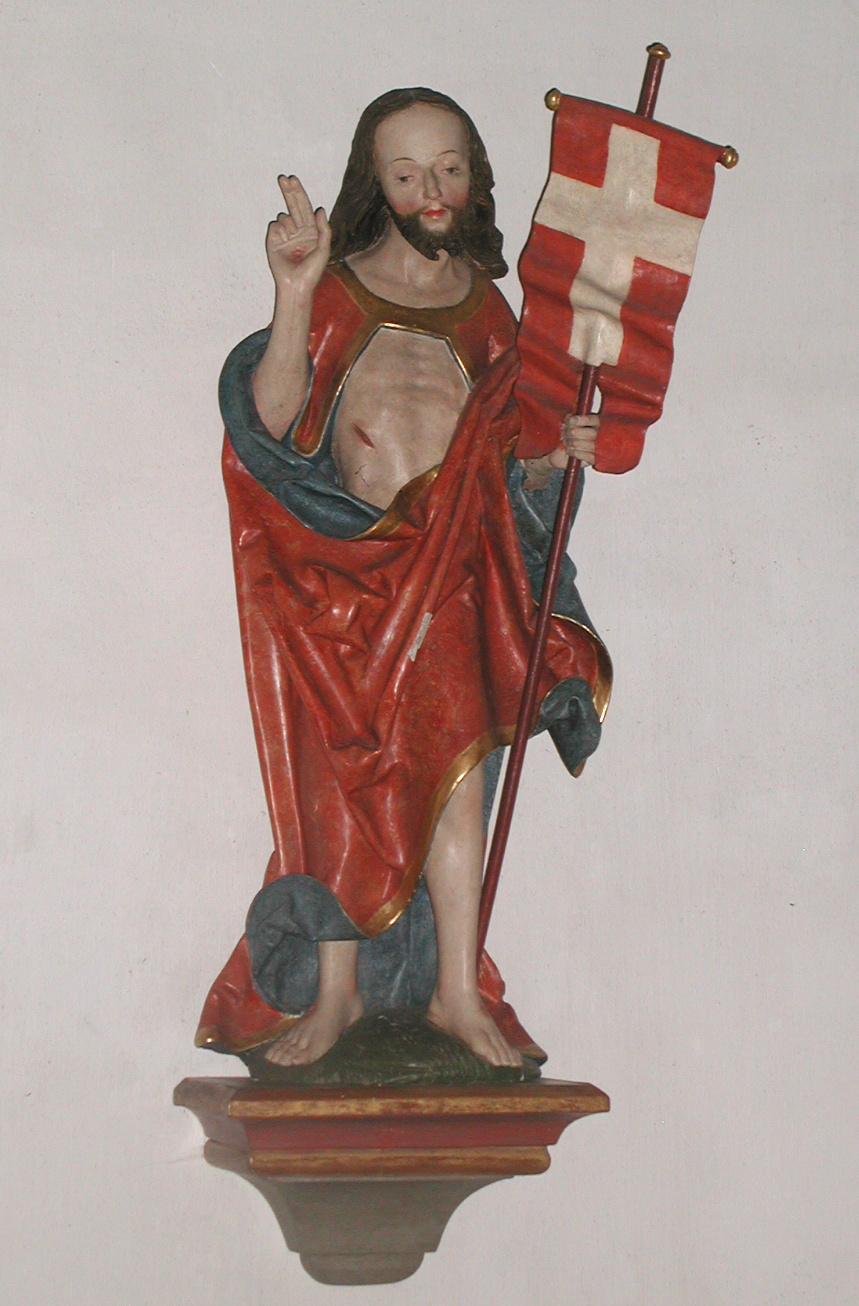
Auferstehungs-Christus
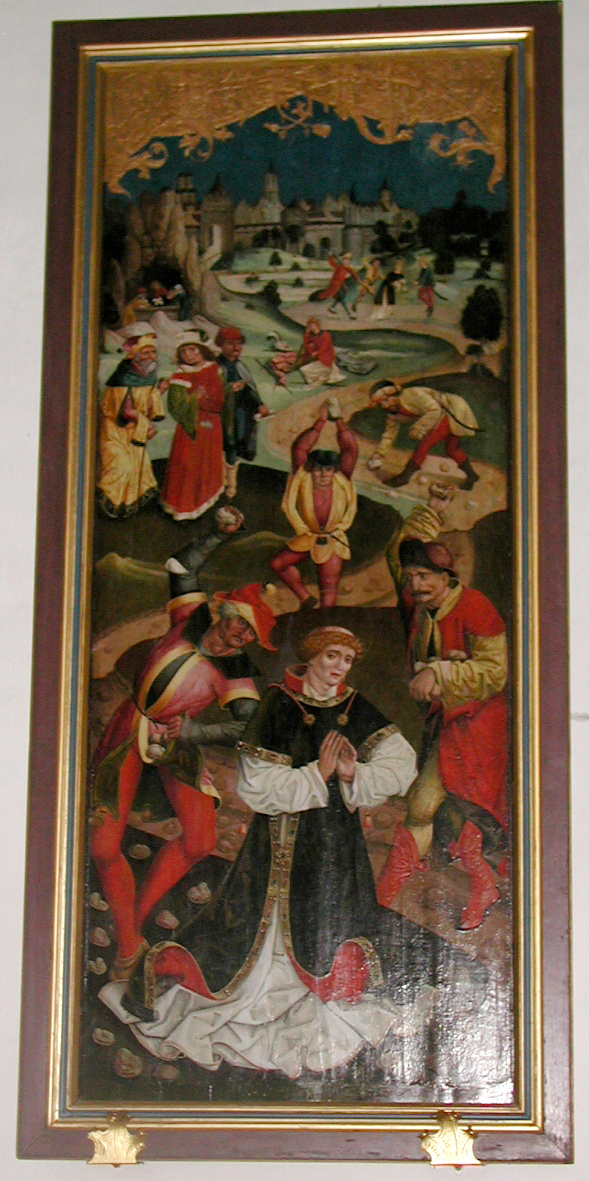
Heiliger Stephanus
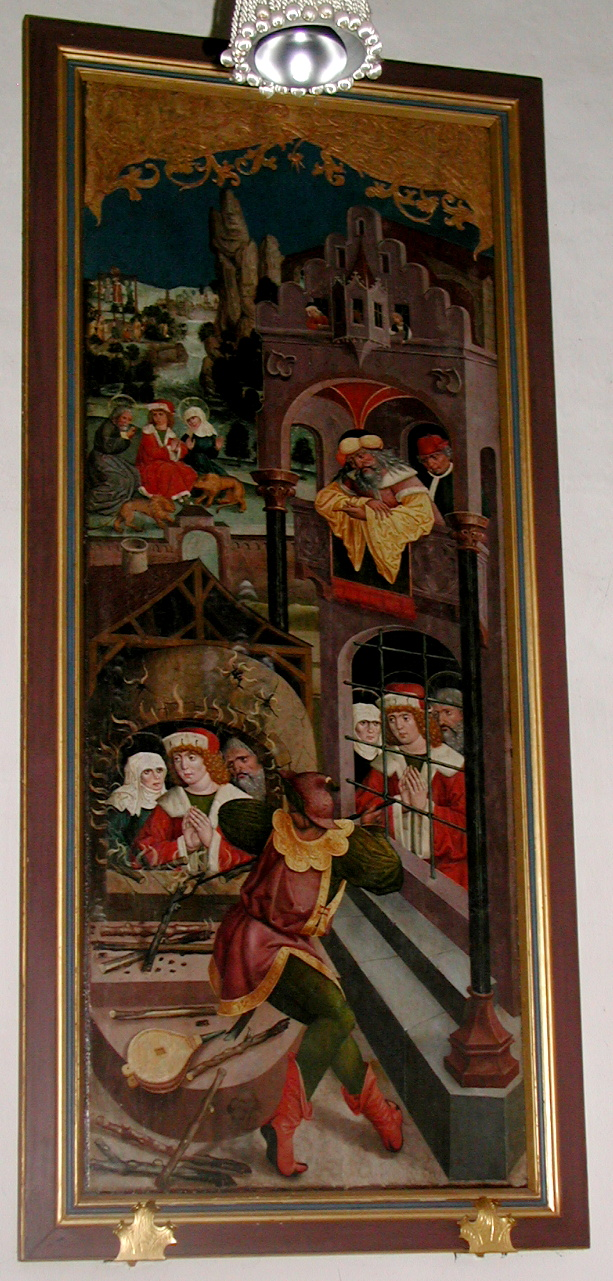
Heiliger Veit (Vitus)
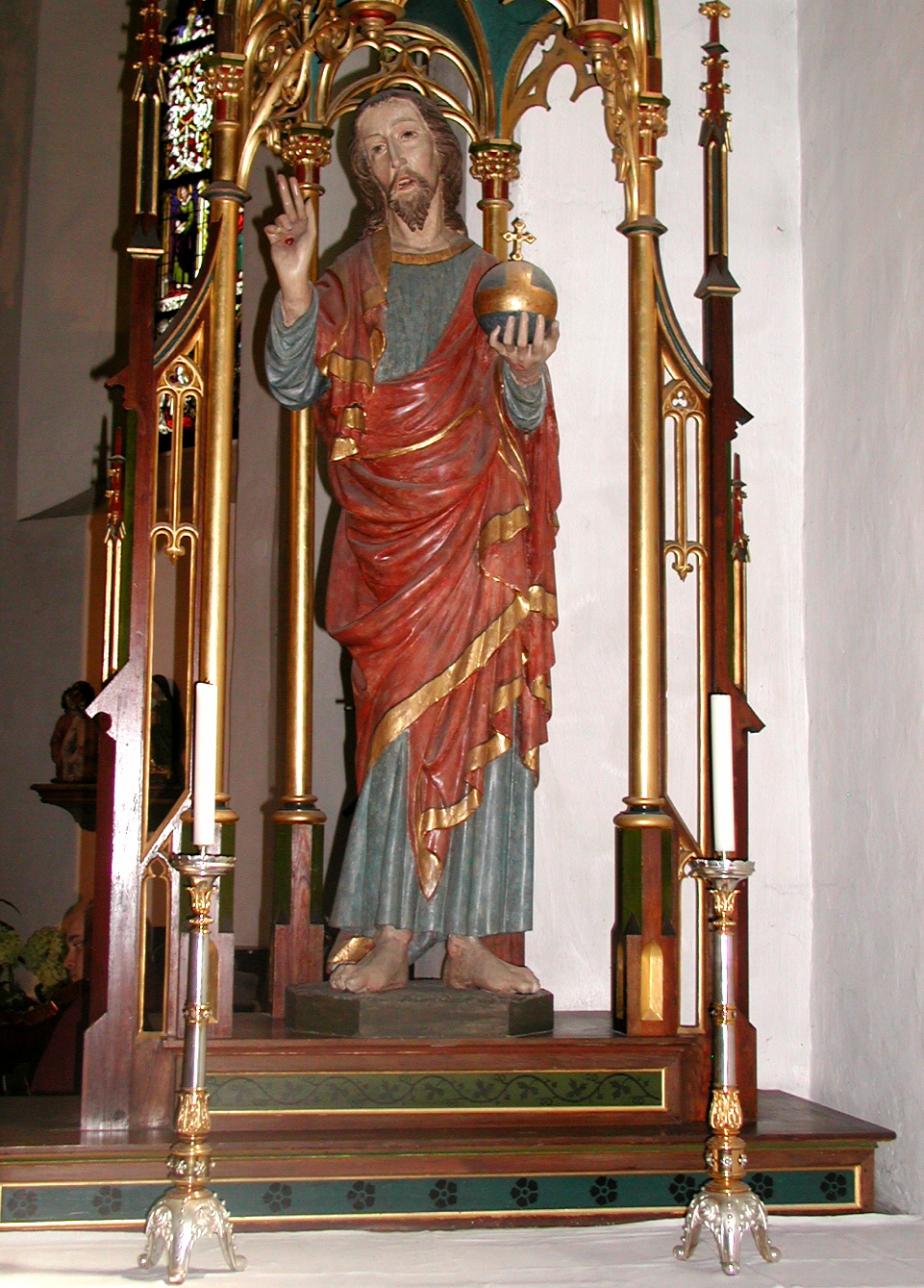
Retter der Welt
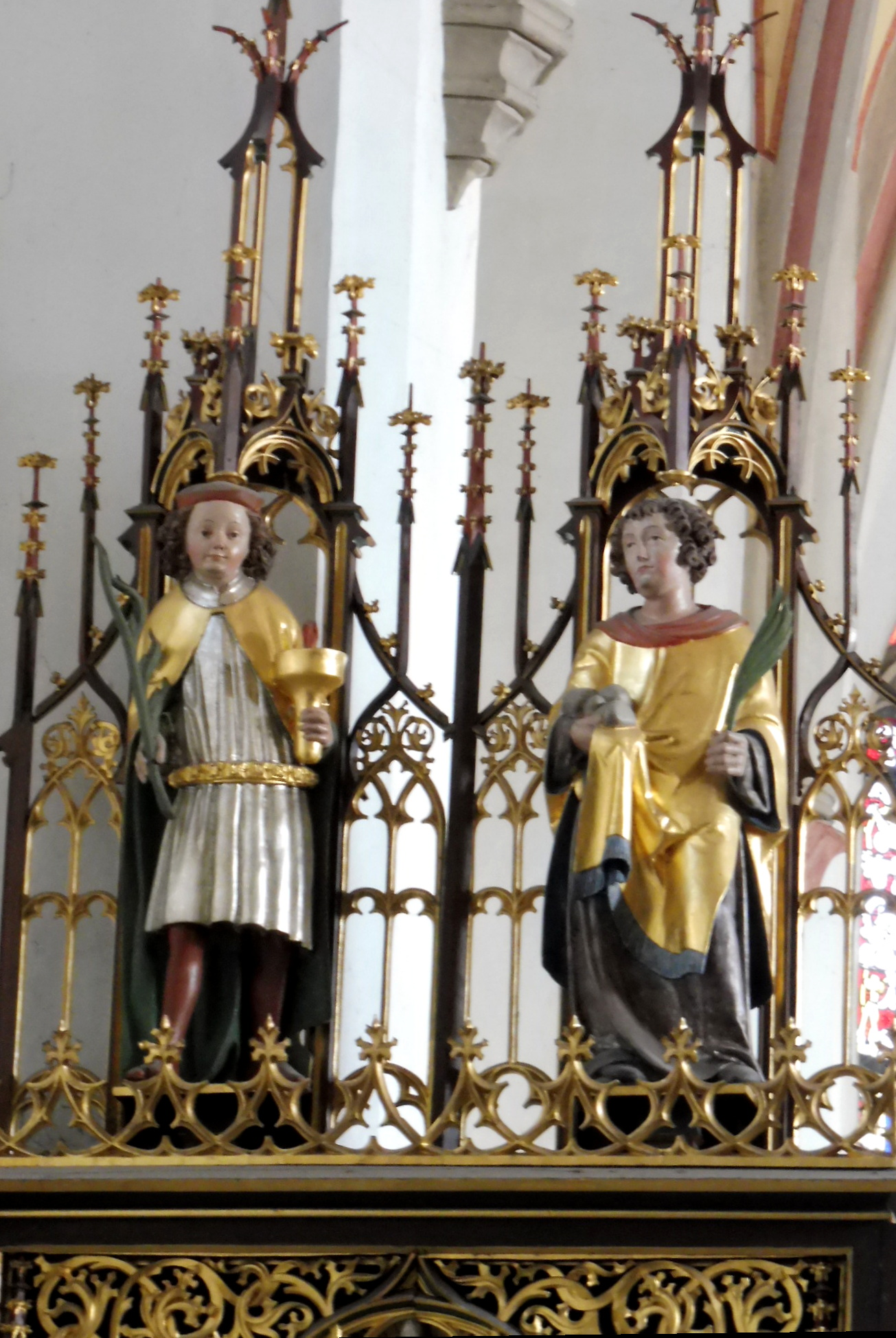
Hll. Veit und Stephanus
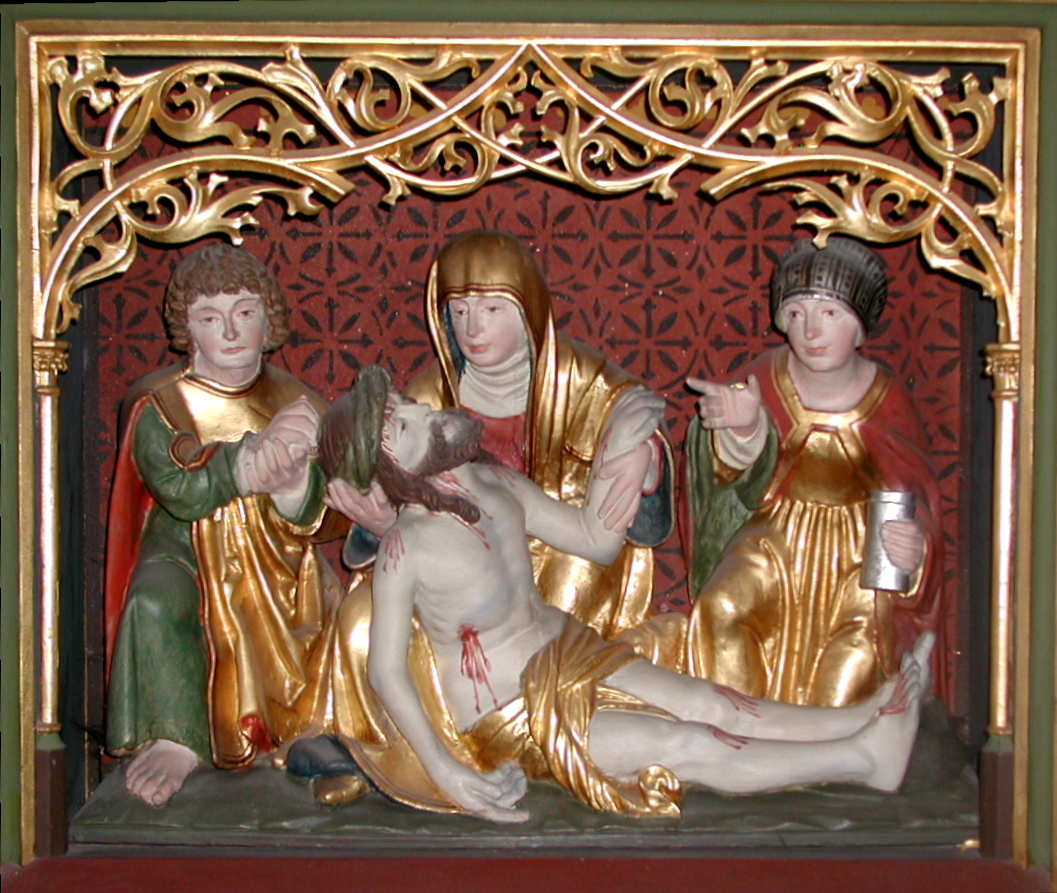
Beweinung Christi
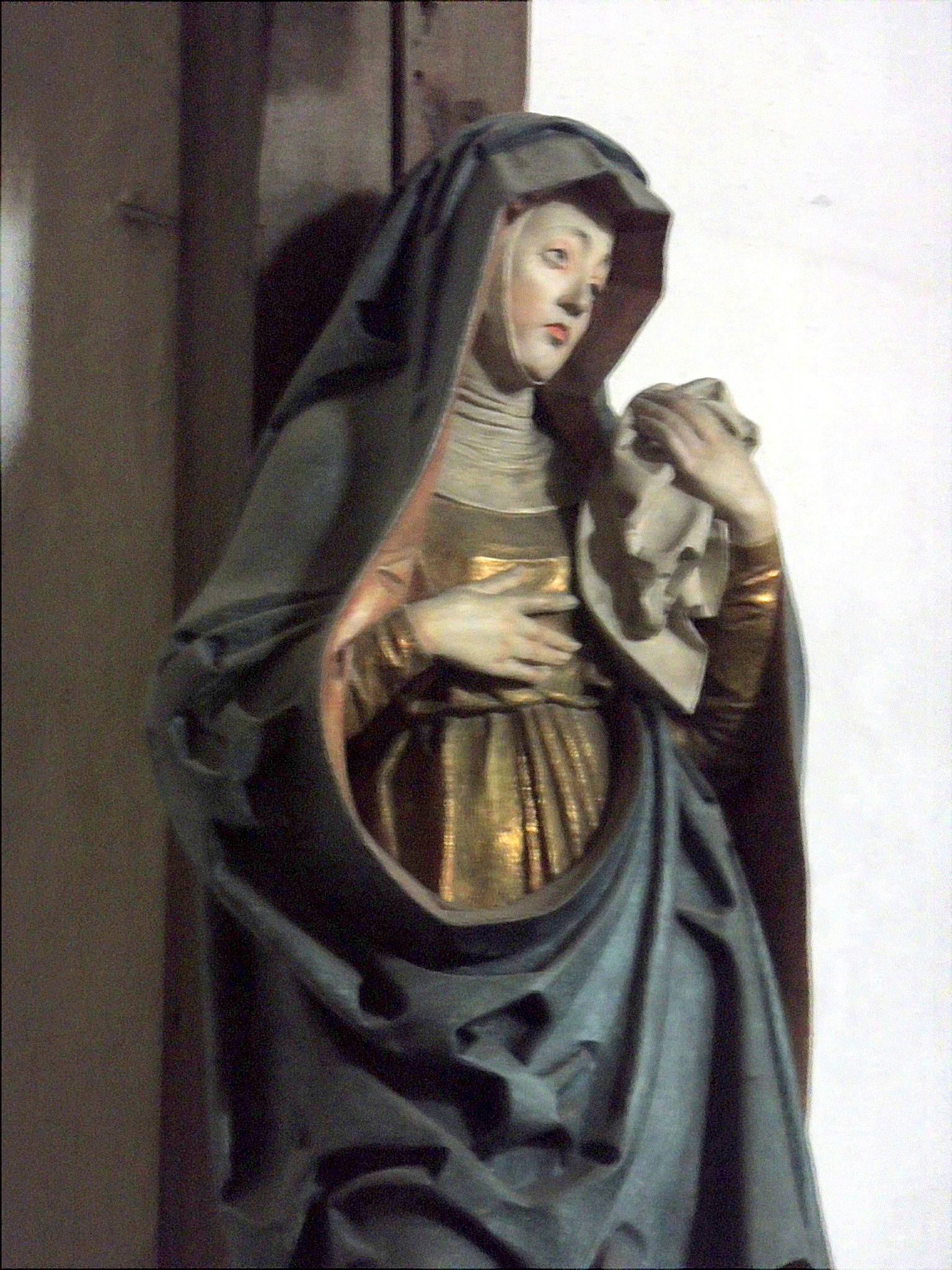
Mater dolorosa
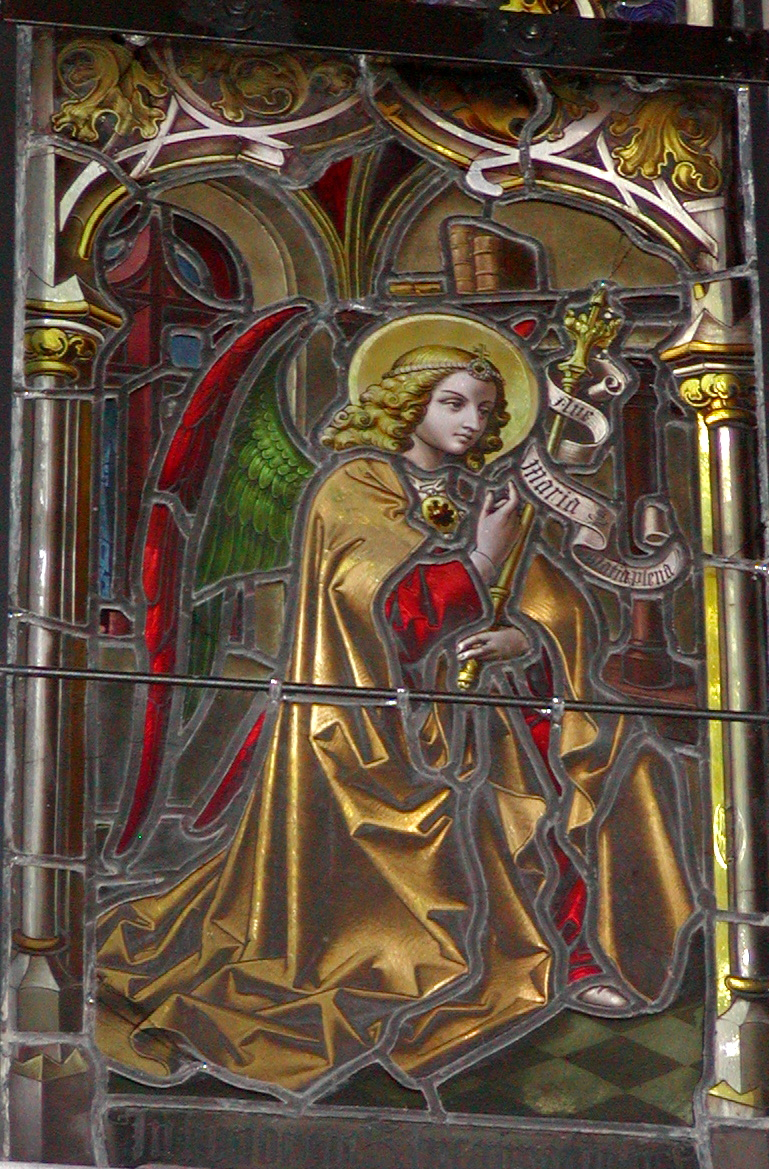
Mariä Verkündigung (Engel Gabriel) (1886) F. Zettler
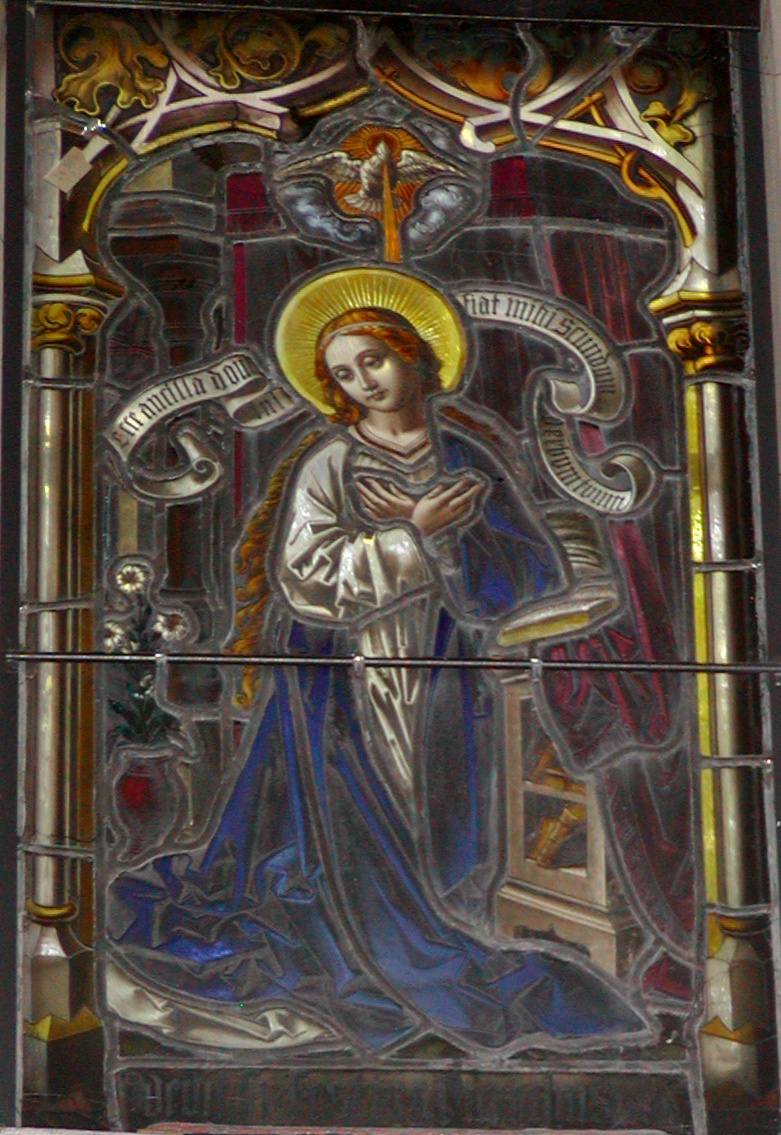
Mariä Verkündigung (Ausschnitt) (1886)
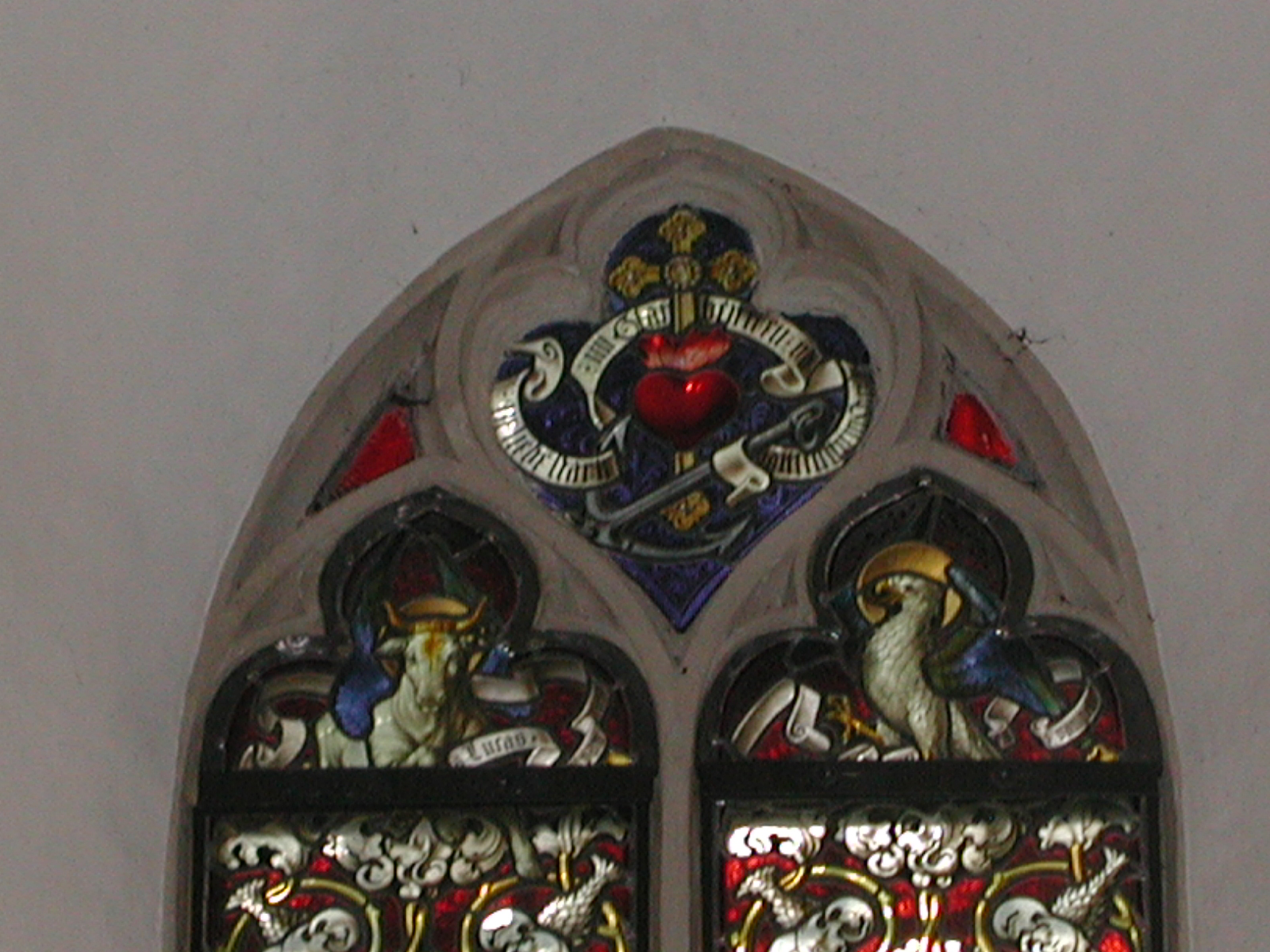
Lukas (Stier), Johannes (Adler), Christliche Tugenden (1886)

## Orgel

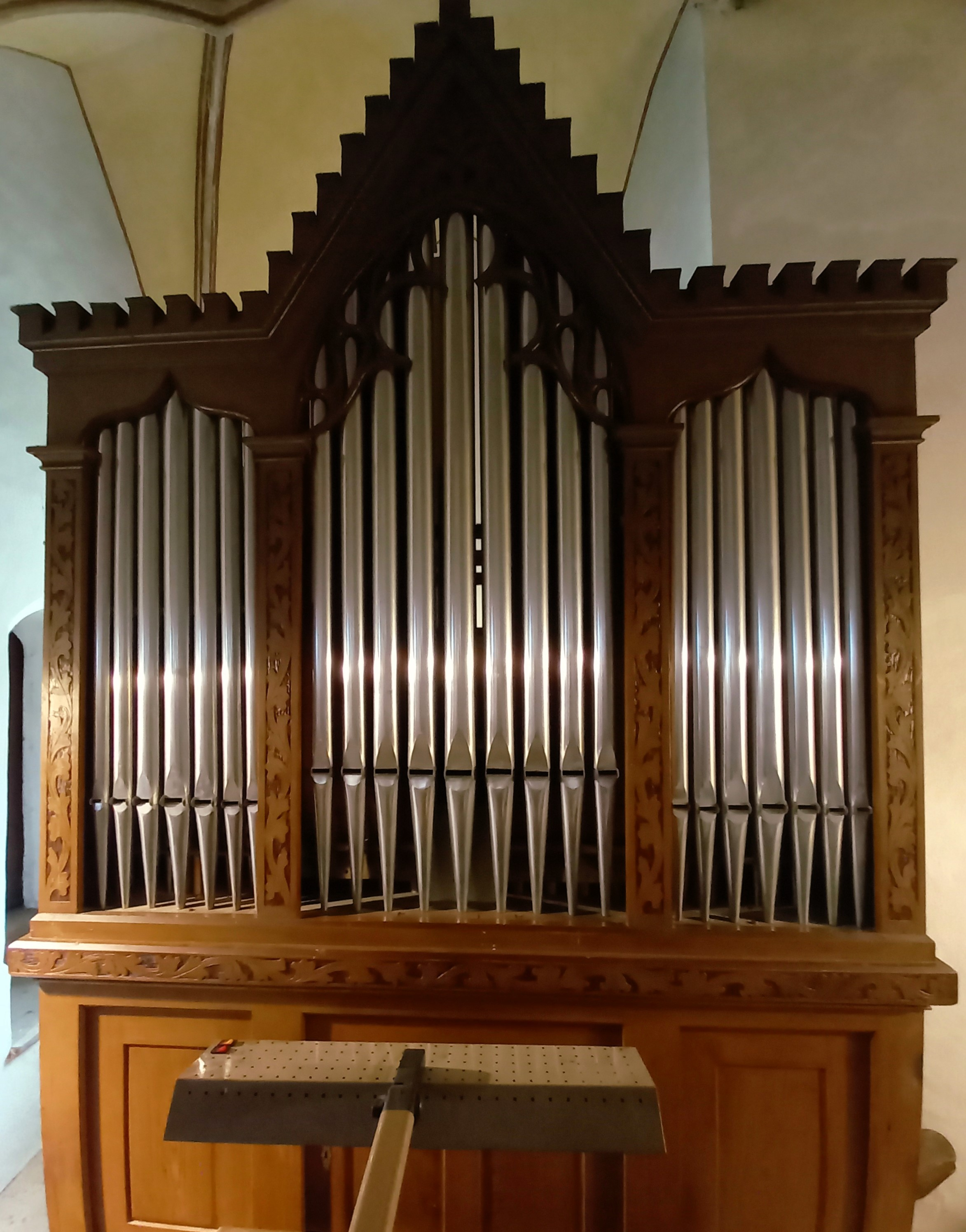
Maerz-Orgel

Die Orgel mit sechs Registern auf einem Manual und Pedal ist denkmalgeschützt. Sie wurde 1902 von dem Münchner Orgelbauer Franz Borgias Maerz als op. 416 mit Taschenladen gebaut.
| Manual       |    |
| Principal    | 8′ |
| Gedeckt      | 8′ |
| Salicional   | 8′ |
| Octav        | 4′ |
| Traversflöte | 4′ |

| Pedal  |     |
| Subbaß | 16′ |

- Koppeln: M/P, Superoktavkoppel
- Spielhilfen: Tutti

## Geschichte
Die spätgotische Kirche Heilig Geist war nicht die erste Kirche am Ort. Einen Vorgängerbau bezeugen die ältere Bausubstanz der Quadersteine am Turmstumpf, ebenso archivalische Belege für Erwerbungen, Schenkungen, Messstiftungen aus der ersten Hälfte des 15. Jahrhunderts. Frühestes schriftliches Zeugnis für das Vorhandensein einer Kirche sind die Konradinische Matrikeln, das älteste Pfarrverzeichnis des Bistums Freising von 1315, in denen Pouchloh als Filiale der Pfarrei Sendling-Thalkirchen aufgeführt ist. Die Pfarrei Sendling-Thalkirchen war eine der 14 Pfarreien des damaligen Dekanats München. Sie umfasste mit den sechs Filialen Pullach, Solln, Mitter- und Untersendling, Neuhausen, Schwabing und Kemnaten (heute Nymphenburg) das gesamte Gebiet des westlichen Isarufers von Pullach bis Schwabing westlich der Isar. Indiz dafür, dass die Anfänge der Pullacher Kirche noch weiter zurückliegen, sind nicht nur der Zusatz in den Konradinischen Matrikeln, dass alle zur Pfarrei Sendling-Thalkirchen gehörigen Filialen schon vor 1315 existierten, sondern vor allem die lange Tradition eines bis 1828 jährlich stattfindenden Stephaniritts und die gelegentliche Bezeichnung der Kirche als Stephanskirche noch im 18. Jahrhundert, was auf ein ursprüngliches Patrozinium des Heiligen Stephanus verweist. Der Anfang dieser Vorgängerkirche ist jedoch ins Dunkel der Geschichte gehüllt. Vermutlich fällt der Patroziniumswechsel von Stephanus zum Heiligen Geist in die Zeit der Herren von Baierbrunn (ausgestorben 1333), Verehrern des Heiligen Geistes und Wohltätern des Heilig-Geist-Spitals in München, als diese noch über Besitzungen in Pullach verfügten. Gesichert ist, dass die etwa 200 Seelen Pullachs seit 1315 Jahrhunderte von der Pfarrei Sendling aus seelsorglich betreut wurden. Mit dem Zustandekommen des Benefiziums 1472 für Pullach erwartete man, dass der Geistliche sein Auskommen hätte und die Kirche instand hielte. 1875 wurde infolge der anwachsenden Einwohnerzahlen in Sendling der südliche Teil der Pfarrei abgetrennt und Pullach Heilig Geist zu einer eigenen Pfarrei erhoben, mit Solln St. Johannes Baptist als Filiale und den Nebenkirchen Dreifaltigkeitskapelle in Großhesselohe, der Marienkapelle in Höllriegelskreuth, der Kapelle der Burg Schwaneck, und der Ignatiuskapelle in Warnberg. War ein neuer Benefiziat zu bestellen, machten alternierend der Landesherr, im 19. Jahrhundert der bayerische König, und der Münchner Stadtmagistrat von ihrem Besetzungsrecht Gebrauch. Einer dieser Pfarrer war Franziskus Festing (1884–1890), dessen Initiative und Kunstsinn die Kirche ihre Regotisierung verdankt. Unterstützt von dem Münchner Architekten Gabriel von Seidl und manchen privaten Spendern rückte er die gotischen Kunstwerke wieder in den Mittelpunkt. Einiges kam hinzu, nicht mehr Vorhandenes wurde neugotisch ergänzt. Anfang des 20. Jahrhunderts zeichnete sich ab, dass die alten Dorfkirchen endgültig zu klein wurden. Nachdem die Filiale Solln nach Errichtung der neuen Kirche Johann Baptist 1920 zu einer selbstständigen Pfarrei geworden war, plante auch die Pfarrei Pullach den Bau einer neuen Kirche Pfarrkirche. Doch erst nach dem Zweiten Weltkrieg, nachdem die Gottesdienste schon in die Kapelle des Berchmanskollegs ausgelagert werden mussten, konnte die neue Kirche Heilig Geist 1956 eingeweiht werden. Seitdem ist die alte Pfarrkirche Heilig Geist Nebenkirche, Ort der Spiritualität von Generationen. Ihrer Jahrhunderte zurückliegenden Anfänge wird man sich in der Gegenwart auch bewusst, wenn der 2006 gegründete Renaissancetanzkreis circulus saltans puelach im historischen Gewand der frommen kirchlichen Spender aus den Reihen der Münchner Patrizier einen Auftritt hat.

## Pfarrer von 1875 bis 1956
- Hugo Dauer 1875-1878
- Johannes Schamberger 1879-1883
- Franziskus Festing 1884 -1890
- Ludwig Schmid 1891-1895
- Karl Vogel v. Vogelstein 1895-1898
- Dr. August Knecht 1898-1900
- Constantin Jörg 1900-1902
- Heinrich Knecht 1902-1907
- Jakob Strasser 1907-1911
- Peter Fellerer 1911-1920
- Max Stritter 1920-1937
- Hugo Groß 1937-1944
- Karl Wagner 1944-1973 (ab 1956 hauptsächlich in den neuen Heilig-Geist-Kirche, spätere Pullacher Pfarrer siehe dort)